# Бережна Зоя Яківна
Зоя Яківна Бережн́а (3 жовтня 1961 р., с. Залазько Волинської області) — український регіональний політичний діяч, у 2010—2014 роках секретар Херсонської міської ради, з 2012 по лютий 2014 року тимчасовий виконувач обов'язків міського голови Херсона.

## Біографія
Народилась 3 жовтня 1961 року в селі Залазько на Волині. 1983 року закінчила Херсонський педагогічний інститут за спеціальністю «вчитель російської мови та літератури». До 1984 року працювала вчителем Тягинської школи (Бериславський район).
З 1986 по 1998 рік знаходилась на посаді заступника директора з навчально-виховної роботи ЗОШ № 9 м. Херсона. Паралельно з цим з 1994 по 1998 рік була депутатом Комсомольської районної ради у м. Херсоні.
З 1998 року і до теперішнього часу — депутат Херсонської міської ради. У 1998—2002 роках була Головним спеціалістом відділу з координації питань гуманітарної політики МВК.
12 листопада 2010 року обрана секретарем Херсонської міської ради, а з 12 грудня 2012 року, після того як діючий голова Херсона Володимир Сальдо став народним депутатом і склав повноваження мера, Зоя Бережна згідно з законодавством тимчасово виконує обов'язки Херсонського міського голови.
28 лютого 2014 року залишила посаду секретаря міськради, т.в.о. голови міста. Новим секретарем міськради, т.в.о. міського голови обрано Володимира Миколаєнка.